# Corbeta Chipana

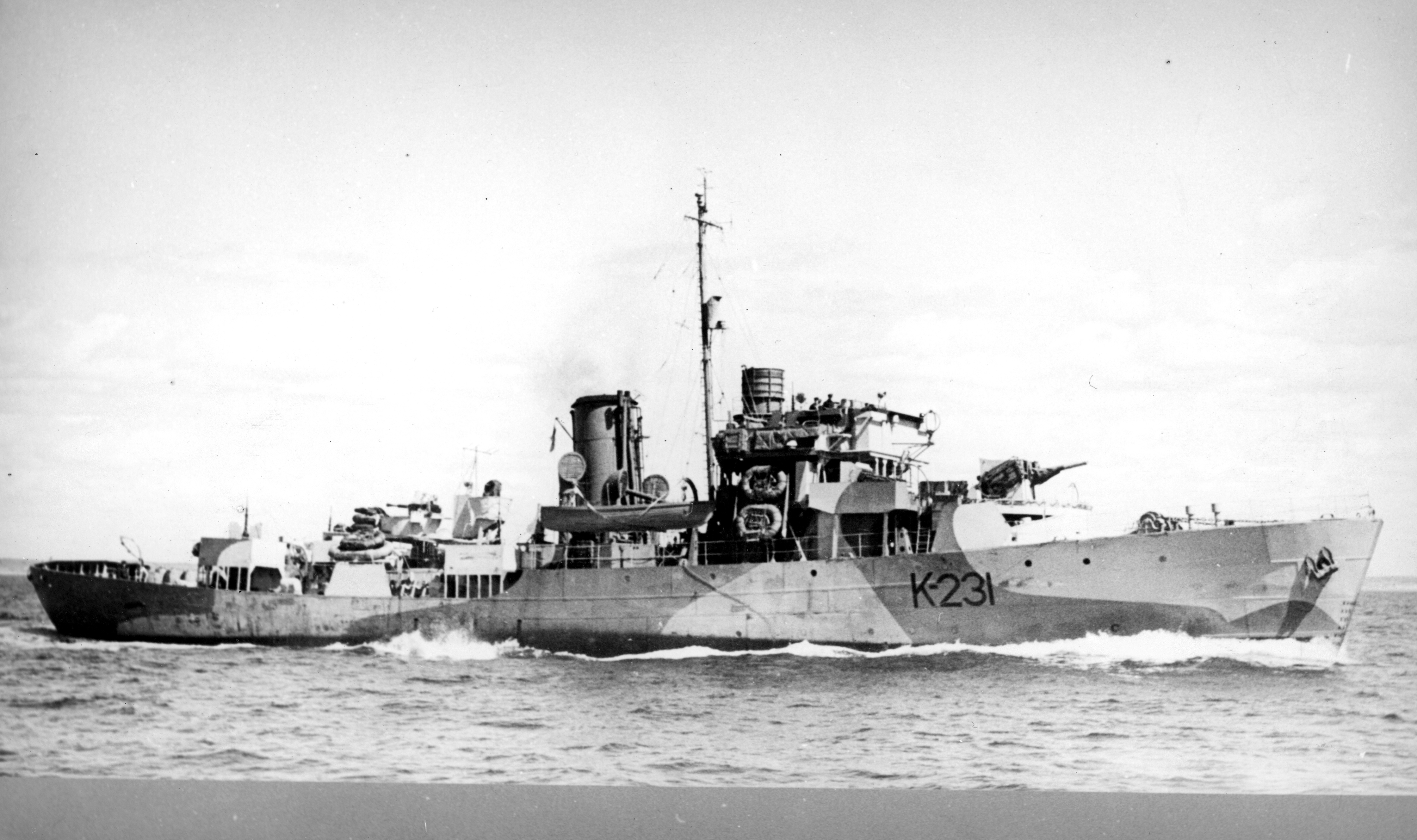
Corbeta de la clase Flower

La corbeta Chipana fue una nave de la clase Flower modificada de la Marina de Canadá, lanzada al agua en 1944 y bautizada como HMCS Strathroy K 455. En 1946 fue adquirida por el gobierno de Chile.
Chile adquirió en 1946 tres corbetas de esta clase al gobierno de Canadá. La Armada las bautizó como corbetas Casma, Chipana y Papudo.

## Características

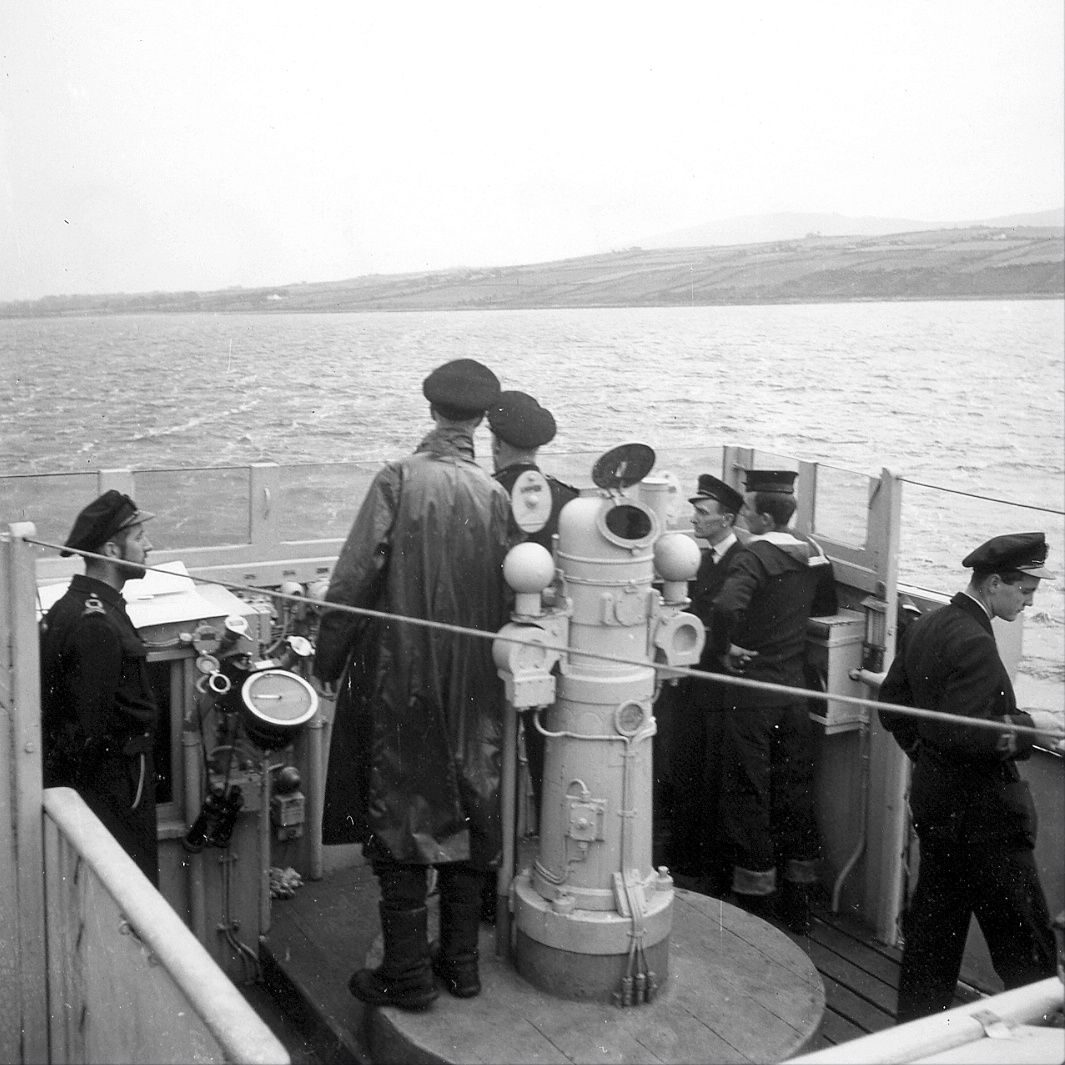
Púlpito de la corbeta

Tenía un desplazamiento de 1340 toneladas. Su eslora era de 205 pies y calaba 14 pies 9 pulgadas. Con una potencia de máquina de 2750 HP desarrollaba una velocidad de 16,5 nudos.
Su armamento consistía en: 1 cañón de 4", 3 ametralladoras de 20 mm, 2 deslizadores para bombas de profundidad y 2 morteros.

## Historia
Estas naves fueron empleadas como escoltas de convoyes, en el Atlántico Norte durante la Segunda Guerra Mundial. Su construcción era rápida y barata. Sus principales debilidades eran su poco andar y escaso armamento. Sin embargo se convirtieran en los escoltas oceánicos más numerosos durante la primera mitad de la guerra hasta que fragatas y destructores pudieron ser construidos en suficiente cantidad.
Las corbetas de fabricación canadienses diferían de las británicas en muchos pequeños detalles, el más evidente era la reubicación de la plataforma del cañón de popa. Los barcos de la clase Flower modificada tenían el castillo alargado hasta llegar justo detrás de la chimenea, este peso adicional mejoró la estabilidad y velocidad de las corbetas. El mástil se situaba detrás del puente. Otra variación fue la modificación del puente que ahora era abierto y con alas, donde se montaban los montajes Oerlikon de 20 mm.
La corbeta Chipana fue construida en los astilleros Midland Shipyards Ltd., Midland, Ontario, Canadá. Su quilla fue puesta en 1943  y lanzada al agua en junio de 1944. Entró en servicio el 20 de noviembre de 1944. Adquirida por Chile a la Royal Canadian Navy el 18 de marzo de 1946. Llegó a Chile el 12 de abril de 1946.

## Servicio en la Armada de Chile
- 1946 Llegó a Chile el 12 de abril.
- 1950-1960 Sirvió como buque hidrográfico.
- 1960 Entre el 20 de febrero y el 20 de marzo trabajó en la Operación oceanográfica Marchile I
- 1966 Fue dada de baja según D.S.(M) N°944 del 30 de septiembre.